# Герб Ржева
Герб муниципального образования городской округ город Ржев Тверской области Российской Федерации — опознавательно-правовой, конвенциональный знак, составленный по правилам геральдики, являющийся символом городского статуса власти и самоуправления.
Герб утверждён Решением № 25 Ржевской городской Думы Тверской области 15 августа 1996 года.
Герб внесён в Государственный геральдический регистр Российской Федерации под регистрационным номером 1615.

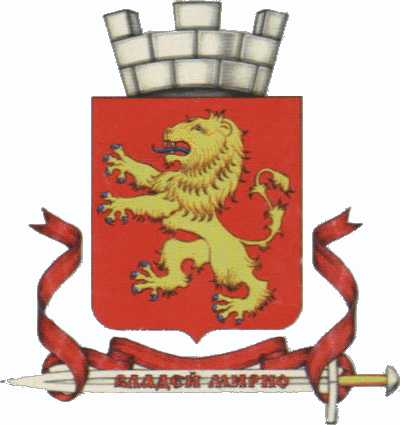
Полный герб Ржева (1996 год)

## Описание герба
«В червлёном (красном) поле золотой восстающий вооружённый лев с лазоревым языком и таковыми же когтями. Щит увенчан серебряной стенчатой, мурованной башенной короной о трёх зубцах и окружён лентой ордена Отечественной войны I степени. Под щитом обнажённый меч с червлёной надписью: «владей мирно».

## Описание символики и история герба

Герб Ржева (1780 год)

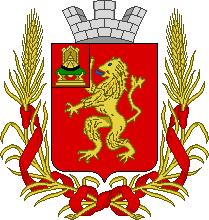
Проект герба Ржева (1862 год)

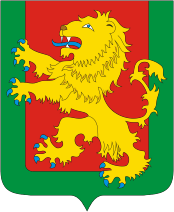
Герб Ржевского района (2003 год)

Исторический герб города Ржева Володимирова (название Ржева в XVII—XVIII веках) был Высочайше утверждён 10 октября 1780 года императрицей Екатериной II вместе с другими гербами городов Тверского наместничества.
Подлинное описание герба Ржева Володимирова гласило:

«Стоящій левъ в красномъ полѣ, часть Володимирскаго герба» 
В верхней части щита герб Тверской: «В красном поле на зелёной подушке золотая корона».
В законодательных актах с начала XVII века Ржев назывался Ржевой Володимировой. Появление у города прибавки — Володимировой до сих пор является загадкой для историков.

При составлении герба Ржева Володимирова департамент Герольдии при Сенате под руководством герольдмейстера, действительного статского советника А. А. Волкова вероятно посчитал, что город когда-то входил в состав Владимирского наместничества, и внёс в нижнюю часть герба Ржева золотого льва — главную фигуру герба города Владимира. Однако Ржев никогда не входил в состав Владимиро-Суздальского княжества, и не имел с ним тесных политико-экономических отношений.
Ещё одна неточность при составлении в 1780 году герба Ржева заключалась в том, что голова льва в гербе Владимира уже с начала XVIII века изображалась анфас, (так он был представлен в знамённом гербовнике 1730 года и в таком же виде он был Высочайше утверждён 16 августа 1781 года), а на гербе Ржева (1780 года) — голова льва изображена в профиль, как на более древнем гербе Владимира.
В 1862 году, в период геральдической реформы Кёне, был разработан проект нового герба уездного города Ржева (официально не утверждён).
Проект герба имел следующий вид: «В червлёном щите золотой стоящий на задних лапах лев с лазоревыми глазами и языком. В вольной части герб Тверской губернии. Щит увенчан серебряной стенчатой короной и окружён золотыми колосьями, соединёнными Александровской лентой».
В проекте герба 1862 года изображение льва уже значительно отличалось от владимирского. Лев стал более воинственным и стал похож на геральдических собратьев западно-европейских государств.
Данный проект послужил основой для составления современного герба Ржева, автором которого был Лавренов Владимир Ильич.
Современный герб Ржева был утверждён 15 августа 1996 года.
В отдельных источниках приводится информация, что герб Ржева повторно утверждался Решением Ржевской городской Думы Тверской области № 16 от 6 марта 1997 года и 27 июля 1999 года, однако официальное подтверждения в СМИ этому отсутствует.
В соответствии с решением Ржевской городской Думы от 15 августа 1996 года «Об утверждении положения о гербе и флаге города Ржева» герб города мог служить официальным районным символом и употребляться в районном масштабе.
8 октября 2003 года был утверждён собственный герб Ржевского района разработанный основе современного герба Ржева, дополненный зелёной каймой, символизирующей природу и сельскохозяйственные угодья, окружающие районный центр (географически Ржевский район окружает город Ржев).
Герб района имел следующее описание: «В червлёном поле с зелёной каймой вдоль нижнего и боковых краёв щита поверх всего восстающий золотой лев с лазоревыми глазами, языком и когтями».
8 октября 2007 Указом Президента Российской Федерации городу Ржеву присвоено почётное звание Российской Федерации «Город воинской славы». Герб Ржева, выполненный из бронзы, размещён на стела«Воинской славы», которую открыли 8 мая 2010 года..
1 сентября 2011 года Банком России была выпущена памятная монета номиналом 10 рублей, из серии «Города воинской славы», на реверсе которой изображён герб Ржева.

Герб Ржева на памятнике-стеле «Город воинской славы»
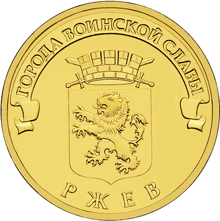
Герб Ржева на монете номиналом 10 рублей, из серии «Города воинской славы»